# Ligue Mahoraise de Football
Die Ligue Mahoraise de Football oder auch nur Ligue Mayotte ist der Fußballdachverband auf der zu Frankreich gehörenden Insel Mayotte im Indischen Ozean. Sie gehört dem französischen Fußballverband an.
Er ist weder Mitglied des afrikanischen Fußballverband CAF noch der FIFA. Aus diesem Grund ist die Teilnahme an internationalen Turnieren der beiden Verbände ausgeschlossen.
Die Ligue de Football de Mayotte organisiert diverse Fußballligen und Pokalwettbewerbe, darunter der Super Coupe de Mayotte.